# Волго
Пено (рус. Пено) језеро је моренског порекла на северозападу европског дела Руске Федерације, односно на северозападу Тверске области. Налази се на територијама Пеновског, Селижаровског и Осташковског рејона на подручју Валдајског побрђа. Највеће је језеро у систему Горњоволшких језера и четврто велико језеро кроз које протиче река Волга. Са осталим Горњоволшким језерима спојено је након градње вештачког Верхњеволшког језера на Волги. Узводно се наставља на језеро Пено, док је низводно Горњоволшка брана. Налази се на око 25 км јужно од града Осташкова, док се на најзападнијој обали налази варошица Пено.
Укупна површина језера је 61 км², максимална дужина 40 км, а ширина до 4 километра. Површина му лежи на надморској висини од 204 метра. Просечна дубина је око 2 метра. Његове јужне обале су доста више у односу на северне.
Језеро је подељено на два дела Волго-I и Волго-II међусобно повезане протоком која се налази између села Велико и Мало Лохово. На југозападу се у језеро улива његова највећа притока река Жукопа (дужина водотока је 96 км).